# インベスターZ
『インベスターZ』は、三田紀房による日本の漫画。『モーニング』（講談社）にて2013年28号から2017年29号まで連載。投資をテーマにした作品で、実在の人物や、『エンゼルバンク-ドラゴン桜外伝-』や『マネーの拳』の登場人物も登場する。

## 概要
話数表記は、「credit○○.」
会社四季報はインベスターZを評して、「投資ビギナーにも、一定の経験を積んだ投資家にも勝つための「気づき」を与えてくれる」と述べている。制作にあたっては証券関係者や企業経営者を取材して、実際の投資に役立つエピソードを盛り込んでいる。本作が評価され、三田は投資セミナーでの登壇も行っている。
2015年7月には会社四季報が作中に登場したことに合わせて、『モーニング』発売日と同時に登場する「credit98.天才とオタク」が会社四季報ONLINEに公開されている。
2016年には、コミック1巻分、堀江貴文のインタビュー、横山邦男の投資コラムを収録したビジネス書として『マンガでわかるお金の教科書 インベスターZ』が発売された。
2017年4月には電子書籍版の1巻が1円、2巻が2円と15巻の15円まで、1巻ごとに1円ずつ値上げした金額で期間限定販売するキャンペーンを実施した。同年10月23日にコミックス最終21巻が発売された際には、電子書籍版の1巻から20巻までも時間限定で1冊5円で販売した。Amazonランキング大賞2017の「Kindle本総合」では本作が第3位となっている。
本作の「投資部」をモデルとし、福岡県内の大学生向けの学生スタートアップ（ベンチャー）や投資を行う「スタートアップ投資部」が2017年に発足している。
2018年7月にはテレビ東京系にてテレビドラマ化されている。

## あらすじ
北海道札幌市にある道塾学園は、全国屈指の学業成績を誇る私立の男子中高一貫校。炭鉱開発や漁業によって財を成した豪商・藤田金七により創設された。彼の方針により、開校以来生徒やその家族には授業料などの金銭的負担を一切かけないことになっている。
入学試験満点の成績で道塾に入学した財前孝史は、始業初日の放課後に野球部の活動に加わろうとしていたところ、ちょうど野球部まで案内するという先輩に出会う。しかし、行先は校内図書館奥の扉からさらに先にある地下室であった。そこで麻雀をして遊んでいた数人の生徒は、自分たちは学校の運営資金を稼ぎ出す投資部であると名乗る。
財前は、得体の知れない投資部という存在に疑念を抱きながらも、麻雀で遊べるのならということで活動に参加することにする。
株式、ベンチャー企業への投資といったいろんな分野での資金運用を行っていた財前は、道塾の創設者・藤田金七の玄孫である藤田美雪と知り合い、自身の曽祖父・財前龍五郎が投資部の設立者であることを知る。ベンチャー企業への投資の会合で、美雪の兄・藤田慎司と知り合い、些細なことから口論になり、投資部の存続を賭けた三番勝負を行うことになる。
1番目のFX（外国為替証拠金取引）取引は、僅差で財前が勝利。2番目の不動産投資は財前の油断もあって、投資への情熱を再確認した慎司が勝利。3番目は、財前の勝利となる。
新年度になり、財前が新入部員候補を部室の入口まで連れ出したところで物語は終わる。

## 登場人物
声は、2014年のENSOKUでのモーションコミック版。

### 道塾学園 投資部
学校創設当初は藤田家の番頭らにより運営費を得るための投資活動が行われていたが、後にそこへ財前孝史の曽祖父・財前龍五郎が加わり、より多くの利益を得るようになった。龍五郎の提案によって頭の固い老人（番頭）より優秀な生徒らの柔軟な思考による投資活動を行うべく投資部を設立。以後100年以上にわたり最優秀成績の新入生を入部させ、校内の地下室で秘密裏に活動している。道塾学園では表向き、創始者藤田一族の財団により生徒個人にかかる学費が払われているとされているが、実態は投資部員が学園の資産3000億円を運用した利回りにより、学食で提供される食事や教職員の給与、施設の維持拡張に至るまですべての経費が賄われている。
財前 孝史
声：沢城みゆき
主人公。『インベスターZ』の【Z】はこの財前の頭文字をとったもの。登場当時は中学1年。投資部初代主将の曽孫。運用資金のうち100億円を任されている。
如何なる勝負も絶対に圧倒的な強さで勝つことにこだわる子供っぽい一面もあるが、基本的にリアリストで無駄なことが嫌い。「夢」などといった表層的な言葉での誤魔化しを否定し目上の人間からは嫌われることが多いが、自身もそういった相手は嫌っているため頓着しない。効率が良ければ戦争行為を肯定するような発言をすることもあり、周囲から危ぶまれることもある。初めて投資部を訪れた際に、麻雀で神代に負けた悔しさで入部を決意した。
家族は父の孝彦（公立高校教諭）、母の律子（専業主婦）、妹の愛子。また、父方の祖父幸之助は著名な地球物理学者（故人）であり、面識のある学園の教師もいる。
過去に意識が飛んで曽祖父・龍五郎と邂逅することがある。
神代 圭介
登場当時は高校3年生であり主将。運用資金は1500億円。スポーツはテニスの壁打ちを日に1，2時間している。
学校中から注目される存在であるが、本人が家族や生い立ちについて語らないため荒唐無稽な噂話が流されているほどである。
物語終盤で東京大学理科三類に合格。そのネームバリューを活かし家庭教師をして貯金をし、オックスフォード大学へ行き放射性物質の研究をしようと考えている。
渡辺 信隆
登場当時は高校2年生であり副主将。運用資金は500億円。部室内で木刀を使って素振りをしている光景が見られる。
「金の渡辺」と呼ばれているほど金投資に精通しており、守りを主軸とする資産運用を展開する。
そのため思い切った行動を起こす財前を戒める役割を持っている人物である。
神代引退後は主将の座を譲り受けるものの責任の重さに耐えられず逃亡、その後旅先で「徹底的に心配性で臆病な投資をする」ことを見出し保有資産維持を目標とすることを決意をした。
富永 大貴
登場当時は高校1年。運用資金は400億円。為替に詳しくFXの取引を得意としており、藤田慎司との勝負の際には財前に助言を行っている。
安ヶ平 慎也
登場当時は中学3年。運用資金は300億円。気づけば部室に消臭芳香剤を散布するほどのキレイ好きである。おばは生命保険のセールスレディを行っており、その成績は全国でもトップクラスである。
月浜 蓮
登場当時は中学2年。運用資金は200億円。入学したばかりの財前を騙して投資部まで連れていき、財前の教育係を担った。
木村 善吉
通称「ゼンさん」。表向きは校内で働く用務員であるが、学校創始者一族の財団と投資部とを繋ぐ人物である。
元道塾生であり投資部の主将、東大に入学するがアルバイト先であった映画会社の女優と駆け落ちして藤田家の庇護を受け中退、道塾の教師となった経緯がある。
先述の経緯を含め3度の婚姻歴を持ち、「道塾のジゴロ」と呼ばれるほど女性を虜にする魅力があることから、独身教師の婚活相談にも一役買っている。
財前 龍五郎
明治時代に投資部を設立した数学の天才。財前孝史の曽祖父。
藤田繁富及び慎司によると、道塾卒業後は東京帝国大学数学科で金融界のカリスマとなり、太平洋戦争（日米戦争）の引き金を引いたとされる。山本五十六が戦費を調達するための資金を投資で提供した。
投資部の合宿を行いOBたちが現役部員を叱責する、部員は入試成績1番の新入生のみを勧誘、主将は機械的に最年長の部員が指名される、主将の引継ぎは12月12日3時3分……などといった投資部の伝統を定めた。

### 桂蔭学園 投資部
桂蔭学園は明治後期に創立された東京の中高一貫女子校。東大合格60名と女子校では日本一の進学実績を誇る。女子御三家では筆頭の地位を誇る。藤田美雪が道塾学園に対抗する形で、投資部「インベスターP」を設立する。名前の由来は、メンバー全員の苗字に「田」 (paddy) の字が入っているため。道塾のものとはちがい、こちらは私設サークルである。
藤田 美雪
登場当時は中学1年生。道塾学園創設者である藤田金七の玄孫。10000ドルを3年で2000万円に増やした実績がある。中学入学まではアメリカで暮らしていて、現在は祖父やその身の回りの世話をする人たちとで暮らしている。
道塾投資部が活動していない休日にその部室を視察しにいった際に、財前と出くわすこととなった。経験が浅く受動的な彼を見下していたが、逆に自身の虚栄心が投資家として三流ではないかと指摘され、敵対心を抱くようになったが、財前に敵対心以外の感情を抱いているかのような場面もある。
町田 倫子
登場当時は中学1年生。10万円を資金として投資を始める。社会勉強のつもりで株を始める。
姉・浩子は就職活動で迷走していたが、倫子の助言や海老沢康生の講演会から将来投資家になることを決意、DMMの内定を得る。
久保田 さくら
登場当時は中学1年生。母子家庭であり、大学に通う資金を得るために株を始める。さくらの母も娘さくらの提案により始めた投資をきっかけに経済を勉強することになる。
母親は大手企業に勤めていたが職場結婚を機に寿退社しさくらを出産する。しかし業績不振により退職した夫を、離婚後はさくらを支えるためのパートの掛け持ちしていたが、パート先で高齢になった喫茶店オーナーの経営を任されることになった。

### 藤田家
藤田 金七
道塾学園創始者。
上州沢田郷の小作農出身。油商に奉公の後17歳で藤田商店を開業し道塾設立を含め北海道を基軸とした多角的企業へと成長させる。
しかし太平洋戦争直前に財前龍五郎及び山本五十六による石油部門の買収工作に遭い、築いた基盤や財産の多くを失う中で終戦直後に永眠。
藤田 繁富
道塾学園創設者藤田金七の孫であり藤田家現当主。
財前孝史に龍五郎の面影を見る。また、財前孝史が道塾学園投資部にある財産を売却して始めたベンチャー投資に失敗した場合は、一生藤田家に書生として仕えることを約束させた。慎司と美雪の父である自らの息子は音楽の道に進んだため、次の当主を孫の慎司に任せることを決めている。
藤田 慎司
藤田美雪の兄。登場当時はアメリカ在住の高校2年生。
幼い時から投資手法の手ほどきを受けており資産は1億円を超える。神代にも「どんな状況下でも淡々と取引を行う精密機械のよう」とも言わしめたほどの実力者。ベンチャー村では「周囲と反対の意見を取る（皆が投資するなら自分は投資しない、皆が投資しない案件に自分は投資する）」と開陳し、ベンチャーへの投資姿勢としてホリエモンにも評価されている。
高祖父の藤田金七に憧れており、道塾学園投資部を解散に追い込みその資金を自身が直接運用するため、財前一族を強く嫌悪していることを含め財前孝史に投資の三番勝負を申し込む。勝負に負けた場合は、（本人曰く「馬鹿しか行かない」）東京大学に入学及び卒業することを財前孝史に約束させられた。ただし、本人は高校卒業後にスタンフォード大学かハーバード大学に進学することを望んでいた。麻生巌との出会いで北海道大学も進路の選択肢に入れた。
上記の財前への恨みに加え、受験難関校となって久しい道塾で学費無料を続けることは時代にそぐわないと考え、貧困層から優秀な人材を育てる学校を新たに作りたいと思っている。
藤田 美雪

### 実在の人物
作中に登場する実在の実業家には亀山敬司、麻生巌といったメディア露出の低い人物も含まれているが、本作がマンガということで登場している。
出雲充
ユーグレナを起業した経緯を財前と月浜に説明した。
堀江貴文（ホリエモン）
ベンチャー村で財前と出会う。
亀山敬司
町田 倫子の姉浩子のDMM企業訪問にて登場し説明し、浩子の行動力を認めて内定を出した。
麻生巌
藤田慎司に帝王学を教えた。
前澤友作
インベスターPが藤田美雪の母とともに訪問。スタートトゥデイの企業を説明した。

## コラボレーション
GOLD RUSH
沖縄県出身の音楽グループGOLD RUSHの楽曲『正夢きっとfind』とのコラボレーション動画が製作された。YouTubeのMANGAPOLOチャンネルにて視聴可能。
マネックス証券
コミックス巻末で書き下ろし投資入門講座を担当。
トレダビ
QUICKグループのFanetが運営する株式投資シミュレーションゲーム『トレダビ』とのコラボレーション。第19話でも初心者にオススメの練習ツールとして紹介される。
人工知能募金
ドワンゴが開発した競馬予測AIによる企画『人工知能募金〜あなたの募金増やします〜』のメインビジュアル及び法的根拠説明に当作品が使用されている。
マイナビニュース
マイナビニュース内サイト『俺たち株の初心者』のPRコンテンツとして、『バカが考えた株の漫画』を掲載。インベスターZの登場人物全員に株の知識がまったくなかったらという設定のパロディ漫画。

## 書誌情報

### 単行本
- 三田紀房 『インベスターZ』 講談社〈モーニングKC〉、全21巻
  1. 2013年09月20日発売 ISBN 978-4-06-387257-6
  2. 2013年12月20日発売 ISBN 978-4-06-387279-8
  3. 2014年03月20日発売 ISBN 978-4-06-388315-2
  4. 2014年06月23日発売 ISBN 978-4-06-388345-9
  5. 2014年09月22日発売 ISBN 978-4-06-388373-2
  6. 2014年12月22日発売 ISBN 978-4-06-388409-8
  7. 2015年02月23日発売 ISBN 978-4-06-388438-8
  8. 2015年03月23日発売 ISBN 978-4-06-388441-8
  9. 2015年06月23日発売 ISBN 978-4-06-388468-5
  10. 2015年09月23日発売 ISBN 978-4-06-388509-5
  11. 2015年12月22日発売 ISBN 978-4-06-388539-2
  12. 2016年03月23日発売 ISBN 978-4-06-388576-7
  13. 2016年06月23日発売 ISBN 978-4-06-388612-2
  14. 2016年08月23日発売 ISBN 978-4-06-388636-8
  15. 2016年10月21日発売 ISBN 978-4-06-388645-0
  16. 2017年01月23日発売 ISBN 978-4-06-388681-8
  17. 2017年04月21日発売 ISBN 978-4-06-388710-5
  18. 2017年06月23日発売 ISBN 978-4-06-388742-6
  19. 2017年08月23日発売 ISBN 978-4-06-510222-0
  20. 2017年09月22日発売 ISBN 978-4-06-510260-2
  21. 2017年10月23日発売 ISBN 978-4-06-510279-4

### 関連書籍
- 『マンガでわかるお金の教科書 インベスターZ ビジネス書版 vol.1』講談社、2016年5月18日。ISBN 978-4-06-219893-6。
- お金の特別講義プロジェクト編『『インベスターZ』公式副読本 16歳のお金の教科書』ダイヤモンド社、2016年10月21日。ISBN 978-4-478-06665-2。

## テレビドラマ
2018年7月14日から9月29日まで、テレビ東京系の「ドラマ25」枠で毎週土曜0:52 - 1:23（金曜深夜）にて放送。主役・財前孝史を演じる清水尋也は本作が連続テレビドラマ初主演となる。
原作のテイストを最大限活かすべく経済・投資に関する要素が多数盛り込まれる、言わば深夜版「ドラマBiz」的な作りを目指しており、実在企業・著名な企業人が実名で登場する。また放送開始時点で原作が既に完結していることもあり情報のアップデートが行われ「2018年ならではの人物」も登場するとのこと。このほか放送中に社長インタビュー動画配信も予定している。
ドラマ化にあたり、原作者の三田紀房は「どうせやるなら、ドラマの常識をブッ壊してほしい」とのエールを寄せている。

### キャスト

#### 主要人物
- 財前孝史 - 清水尋也
- 藤田美雪 - 早見あかり
- 神代圭介 - 柾木玲弥
- 渡辺隆子 - 柳美稀
- 月浜蓮 - 岩井拳士朗
- リン・コウメイ - 工藤綾乃

#### そのほかの人物
- ゼン - 渡辺哲
- 藤田慎司 - 山本涼介
- 財前孝彦 - 小木茂光
- 財前律子 - 芳本美代子
- 財前愛子 - 新井美羽（第2話・第6話・第7話・第9話・第11話）
- 藤田美里 - 田中美奈子（第6話）
- 藤田繁富 - 大和田伸也

#### ゲスト

##### 第2話
- 教師 - 野村修一
- 同級生A - 楽駆

##### 第3話
- 野々村実 - 矢崎まなぶ
- 生徒A - 楽駆
- 小泉文明 - 株式会社メルカリ（第4話・第5話）

##### 第4話
- 町田浩子 - 永尾まりや
- 海老沢康生 - 山崎樹範
- 中澤理香

##### 第5話
- 出雲充 - 株式会社ユーグレナ
- 佐藤航陽 - 株式会社メタップス
- 前田裕二 - SHOWROOM株式会社
- モデレーター - 麻野耕司 - 鎌野リンクアンドモチベーション

##### 第6話
- 南壮一郎 - 株式会社ビズリーチ

##### 第7話
- 月浜真知子 - 馬渕英里何

##### 第8話
- 渡辺香里 - MEGUMI
- 沖正雄 - ブラザートム
- 沖久子 - 東ちづる

##### 第9話
- 塚原為之助 - 脇知弘

##### 第10話
- 秋山浩 - 芹澤興人
- 田中太郎 - 九十九一
- 職人 - 河屋秀俊

##### 第11話
- ママA - 伊藤麻実子
- ママB - 志村彩佳
- ママC - 中野麻衣

##### 第12話
- 司会者 - 上野なつひ

### スタッフ
- 監督 - 瀧悠輔、坂下雄一郎、平林克理
- 脚本 - 土橋章宏、八代丈寛
- オープニングテーマ - UVERworld「EDENへ」（Sony Music Records）
- エンディングテーマ - ぼくのりりっくのぼうよみ「輪廻転生」（CONNECTONE / ビクターエンターテイメント）
- 音楽 - 稲川壮、岡出莉菜
- OPイラスト - 神谷圭介
- EDダンス振り付け - 飯塚浩一郎（DAZZLE）
- 技術協力 - 東通
- 照明協力 - 阿呍
- 美術協力 - 山崎美術
- VFX - Spade&Co.（スペード・アンド・カンパニー）
- 音響効果 - メディアハウスサウンドデザイン
- ポスプロ - 東映デジタルラボ、アクティブシネクラブ
- チーフプロデューサー - 大和健太郎（テレビ東京）
- プロデューサー - 工藤里紗、小林史憲（テレビ東京）、加藤伸崇（S・D・P）、柴原祐一（ダブ）
- 製作著作 - 「インベスターZ」製作委員会（テレビ東京、ダブ、S・D・P）

### 放送日程
| 話数   | 放送日  | サブタイトル                               | 脚本     | 監督       |
| ------ | ------- | ------------------------------------------ | -------- | ---------- |
| 第1話  | 7月14日 | 投資をしない奴は死ぬ!?                     | 土橋章宏 | 瀧悠輔     |
| 第2話  | 7月21日 | 恋愛と株は一緒!? ○○理論？                  | 土橋章宏 | 瀧悠輔     |
| 第3話  | 7月28日 | 世界に誇る！ニッポンの「お金」美学!        | 土橋章宏 | 瀧悠輔     |
| 第4話  | 8月04日 | 出る杭は大歓迎!? 就活は人生の投資！        | 土橋章宏 | 平林克理   |
| 第5話  | 8月11日 | 集まれ！時代の先駆者たち                   | 土橋章宏 | 平林克理   |
| 第6話  | 8月18日 | 80歳まで働く時代へ···その"働き方改革"      | 土橋章宏 | 坂下雄一郎 |
| 第7話  | 8月25日 | 保険のカラクリ暴露します！                 | 土橋章宏 | 坂下雄一郎 |
| 第8話  | 9月01日 | 今こそ立ち上がれ！居抜きビジネス最前線！   | 八代丈寛 | 平林克理   |
| 第9話  | 9月08日 | 東京を歩き尽くせ！不動産5000万円対決！前編 | 八代丈寛 | 坂下雄一郎 |
| 第10話 | 9月15日 | 東京を歩き尽くせ！不動産5000万円対決！後編 | 八代丈寛 | 瀧悠輔     |
| 第11話 | 9月22日 | 今さら聞けない!? FXってなんだ!?            | 土橋章宏 | 瀧悠輔     |
| 最終話 | 9月29日 | 時価総額100兆円バトル！                    | 土橋章宏 | 瀧悠輔     |